# Славомир Точек
Славомир Точек (пол. Sławomir Toczek, нар. 10 травня 1975, Хойніце, Польща) — відомий польський стронгмен, найвище досягнення якого - третє місце у змаганні за звання Найсильнішої Людини Європи 2008. Брав участь у двох змаганнях за звання Найсильнішої Людини Світу у 2005 та 2006 році. Вперше він не дивлячись на доволі впевнений виступ не зміг вийти з відбіркової групи. Наступного року він відправився до Китаю де в підсумку став десятим, значно покращивши власні скутки.
У 2002 році почав займатися силовими вправами. У 2007 боровся за право володіти Кубком Польщі зі стронґмену. 
Має вищу технічну освіту. Працював охоронцем у нічному клубі. Нині працює рятувальником у водному парку міста Хойніце. У 2009 році відкрився його власна тренувальна зала з назвою "Точек-Фіт" в містечку Стара Кішева. Одружений, має доньку.